# カン・ユミ (お笑い芸人)
カン・ユミ（姜唯美、1983年5月17日 - ）は大韓民国のお笑い芸人、YouTuber。

## 生涯
2004年KBS19期公開採用に合格してお笑い芸人としてデビュー。同期にはアン・ヨンミがいる。2004年から2006年までギャグコンサートの「愛のカウンセラー」、「Go！ Go!芸術の中へ」、「アドリブラザーズ」、「猿学堂のカン・ユミ記者」などで人気を集め、2008年から2009年までは「純情漫画」、「楽屋のカン先生」などのコーナーに出演。同期のアン・ヨンミと仲が良く、様々なコーナーに一緒に出演している。2006年にお笑いを休んだ際にはドラマに挑戦し、「噂のチル姫」に助演で出た。2011年にはアメリカに留学し、ニューヨークフィルムアカデミーで学んだ。その後、同年末に学業を中断し、韓国に戻ってtvNコメディビッグリーグシーズン2に出演した。翌年アン・ヨンミが出演するtvN SNLコリアシーズン1の第6話に特別出演し、その後徐々にSNLコリアに出演する機会が増えていった。2015年にはSNLコリアシーズン6で日本人特派員の「たから・しばさき」、コメディビッグリーグキャップスの「よしき・けしき」などの日本人のキャラクターでコントを演じた。日本語と韓国語をうまくミックスし、イントネーションや発音は非常に日本語っぽく話すため、本当は日本語が話せる人ではないかと思わせるほど。2020年からYoutubeで「ASMR1人劇」という一人劇を公開している。

## 放送
- tvNクァク・スンジュンのクルカダン

## ドラマ
- 2005年KBSデイリーシットコム《愛もリフィル出来ますか？ 》
- 2006年KBS週末連続劇《噂のチル姫》 - アン姫役
- 2007年SBS金曜ドラマ《愛をたずねて三千里》-パク・ジョンナ役
- 2009年SBS月火ドラマ《天使の誘惑》 - キム・ヨンジェ役
- 2010年MBC月火ドラマトンイ - エジョン役

## 出演作
- 給食王- イルジン　ユミ役

## 芸能
- KBS2 《ギャグコンサート》
- tvN 《爆笑クラブ》
- tvN 《クァクシネLPバー》

## 教養
- 2020年KBS1 《イシューピックサムと共に》

## 受賞履歴
- 2004年KBS芸能大賞コメディ部門女性新人賞
- 2006年第33回韓国放送大賞今年の放送人賞コメディアン部門
- 2006年第13回大韓民国芸能芸術賞女喜劇人部門賞
- 2006年KBS芸能大賞コメディ部門女性優秀賞
- 2007年Mnet 20代が選ぶミスコメディアン賞
- 2009年KBS芸能大賞コメディ部門女性優秀賞
- 2009年KBS芸能大賞コメディ部門最優秀コーナー賞
- 2009年Mnet 20s Choice ホットキャラクター賞
- 2010年第46回百想芸術大賞テレビ部門女子テレビ芸能賞